# Trzebień (gromada w powiecie bolesławieckim)
Trzebień – dawna gromada, czyli najmniejsza jednostka podziału terytorialnego Polskiej Rzeczypospolitej Ludowej w latach 1954–1972.
Gromady, z gromadzkimi radami narodowymi (GRN) jako organami władzy najniższego stopnia na wsi, funkcjonowały od reformy reorganizującej administrację wiejską przeprowadzonej jesienią 1954 do momentu ich zniesienia z dniem 1 stycznia 1973, tym samym wypierając organizację gminną w latach 1954–1972.
Gromadę Trzebień z siedzibą GRN w Trzebieniu utworzono – jako jedną z 8759 gromad na obszarze Polski – w powiecie bolesławieckim w woj. wrocławskim, na mocy uchwały nr 10/54 WRN we Wrocławiu z dnia 2 października 1954. W skład jednostki weszły obszary dotychczasowych gromad Trzebień, Golnice, Parkoszów, Trzebień Mały, Stara Oleszna, Pstrąże i Kozłów ze zniesionej gminy Trzebień w tymże powiecie. Dla gromady ustalono 13 członków gromadzkiej rady narodowej.
31 grudnia 1961 gromadę zniesiono, a jej obszar włączono do znoszonej gromady Kraśnik Dolny w tymże powiecie.